# 1535 en science
| Années de la science : 1532 - 1533 - 1534 - 1535 - 1536 - 1537 - 1538    |
| Décennies de la science : 1500 - 1510 - 1520 - 1530 - 1540 - 1550 - 1560 |

Cet article présente les faits marquants de l'année 1535 en science.

## Événements
- 13 février : Le mathématicien italien Niccolo Fontana Tartaglia développe une méthode pour résoudre les équations cubiques[1].

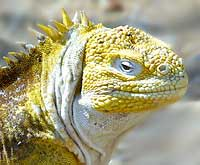
Iguane terrestre des îles Galápagos.

- 10 mars : Tomas de Berlanga découvre par hasard les îles Galápagos[2].
- 19 mai : départ du second voyage de Jacques Cartier dans le golfe du Saint-Laurent. L'expédition se compose de trois navires : La Petite Hermine, L'Émérillon et la Grande Hermine. Elle atteint l'Amérique le 7 juillet, puis Hochelaga, sur le site de Montréal le 2 octobre[3].

- Leonhart Fuchs, alors professeur de médecine nouvellement nommé, fonde un jardin de plantes médicinales à Tübingen, le plus ancien en Allemagne[4].

## Publications

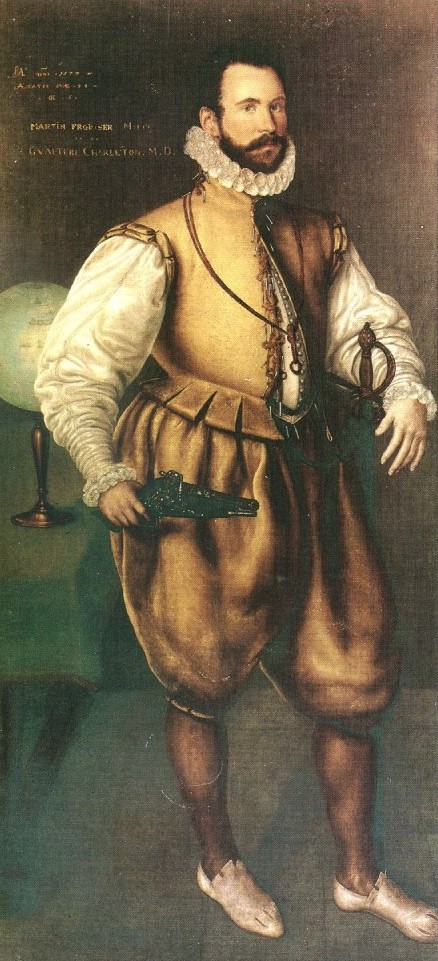
Martin Frobisher peint par Cornelis Ketel.

- Girolamo Fracastoro : Homocentricorum sive de Stellis, de Causis Criticorum Dierum Libellus, 1535.

## Naissances
- 25 février : Cornelius Gemma, astronome et médecin néerlandais († 12 octobre 1578).
- Date précise non connue :
  - Martin Frobisher (mort en 1594), marin britannique.
  - Jean Liebault (mort en 1596), médecin et agronome français.
  - Gian Vincenzo Pinelli (mort en 1601), humaniste, botaniste, bibliophile et collectionneur d'instruments scientifiques italien.
  - Vers 1535 :
  - William Bourne (mort en 1582), mathématicien et écrivain anglais.
  - Giambattista della Porta (mort en 1615), médecin italien.

## Décès
- 18 février − Henri-Corneille Agrippa de Nettesheim, alchimiste allemand